# Sembé II
Pour les articles homonymes, voir Sembé (homonymie).
Sembé II  est un village du Cameroun, situé dans la région de l'Est et dans le département de la Kadey. Il est localisé dans la commune de Ndelele.

## Population
Le recensement de 2005 y dénombre 61 habitants dont 23 de sexe masculin et 38 de sexe féminin